# Rallye de Côte d'Ivoire 1980
Le Rallye de Côte d'Ivoire Bandama 1980 (12e Rallye Bandama), disputé du 9 au 14 décembre 1980, est la quatre-vingt-septième manche du championnat du monde des rallyes (WRC) courue depuis 1973, et la douzième et dernière manche du championnat du monde des rallyes 1980 (WRC).

## Contexte avant la course

### Le championnat du monde

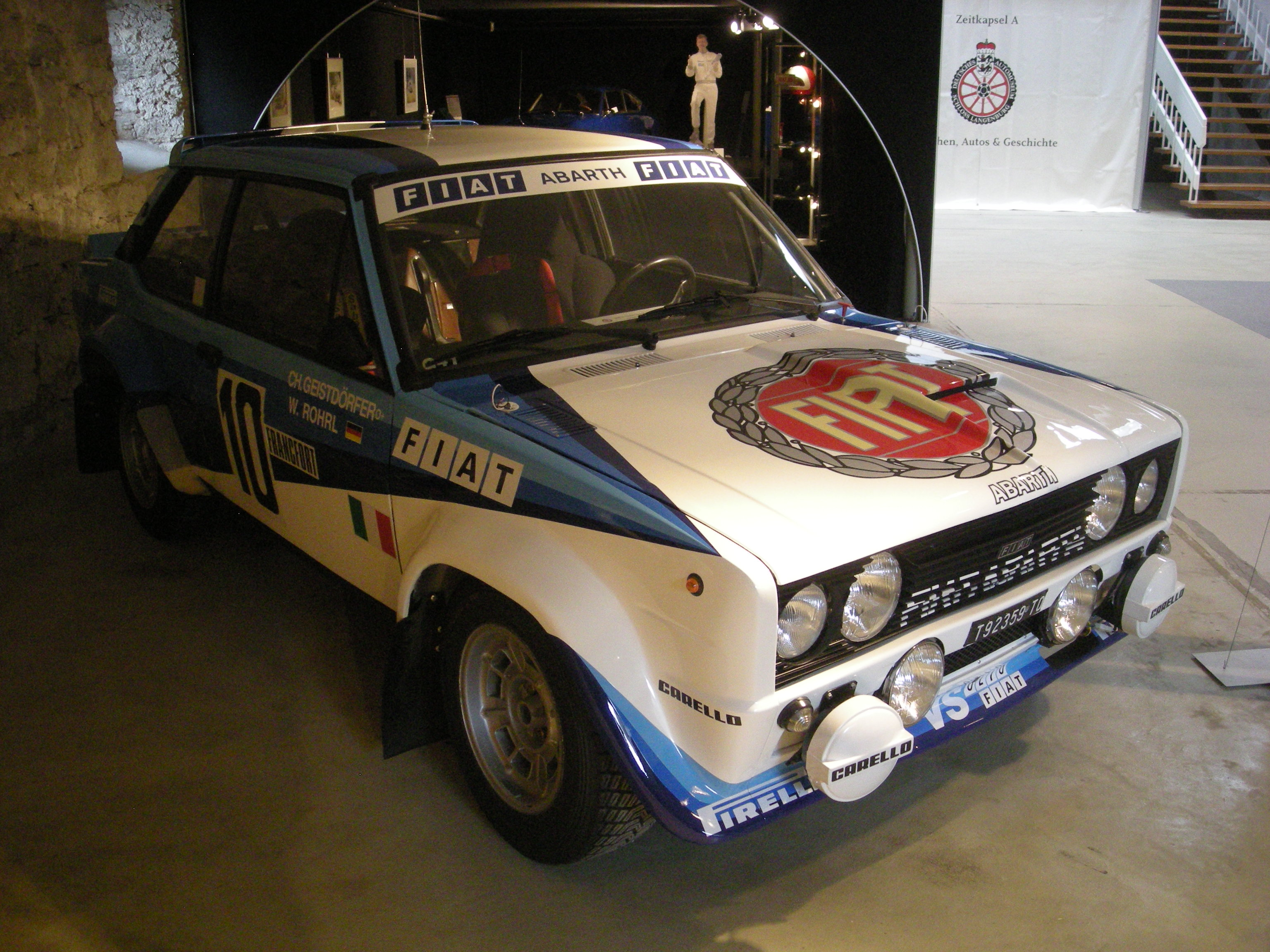
La Fiat 131 Abarth a dominé la saison 1980.

Ayant succédé en 1973 au championnat international des marques (en vigueur de 1970 à 1972), le championnat du monde des rallyes se dispute sur une douzaine de manches, dont les plus célèbres épreuves routières internationales, telles le Rallye Monte-Carlo, le Safari ou le RAC Rally. Parallèlement au championnat des constructeurs, la Commission Sportive Internationale (CSI) a depuis 1979 créé un véritable championnat des pilotes qui fait suite à la controversée Coupe des conducteurs instaurée en 1977, dont le calendrier incluait des épreuves de second plan. Pour la saison 1980, la CSI a exclu les manches suédoise et finlandaise du championnat constructeurs, ces deux épreuves comptant uniquement pour le classement des pilotes. Huit des douze manches du calendrier se disputent en Europe, deux en Afrique, une en Amérique du Sud et une en Océanie. Elles sont réservées aux voitures des catégories suivantes :
- Groupe 1 : voitures de tourisme de série
- Groupe 2 : voitures de tourisme spéciales
- Groupe 3 : voitures de grand tourisme de série
- Groupe 4 : voitures de grand tourisme spéciales

Dominée par Fiat, la saison 1980 a également consacré Walter Röhrl, le pilote allemand et son employeur s’étant attribué les titres mondiaux (pilotes et constructeurs) à l’issue du Tour de Corse. Tout comme le Rallye RAC disputé un mois plus tôt, le « Bandama » ne représente donc aucun enjeu pour le championnat ; néanmoins, le marché africain intéresse de nombreux constructeurs, aussi Mercedes, Peugeot, Datsun et Toyota ont-ils engagé plusieurs équipages dans cette épreuve, qu’ils ont longuement reconnue. Fiat ne sera pas officiellement présent, mais sera néanmoins représenté par le champion italien Sandro Munari, sorti pour l’occasion de sa retraite sportive, engagé à titre privé.

### L'épreuve
Seconde épreuve africaine du calendrier, le Rallye Bandama se court presque intégralement sur piste, le classement s’effectuant sur la base de moyennes imposées dont le non-respect entraîne des pénalités, sur le modèle de l’East African Safari disputé au Kenya. Le parcours n’étant pas fermé, les risques d’accidents routiers sont élevés, les concurrents lancés à pleine vitesse devant croiser ou dépasser bon nombre de véhicules locaux (deux-roues, attelages, voitures particulières, camions…). Disputée depuis 1969, l’épreuve ivoirienne fut intégrée au calendrier du championnat du monde en 1978. Avec cinq succès entre 1971 et 1978, Peugeot y détient le record de victoires.

## Le parcours
- départ : 9 décembre 1980 d'Abidjan
- arrivée : 14 décembre 1980 à Abidjan
- distance : 5 336 km
- surface : terre

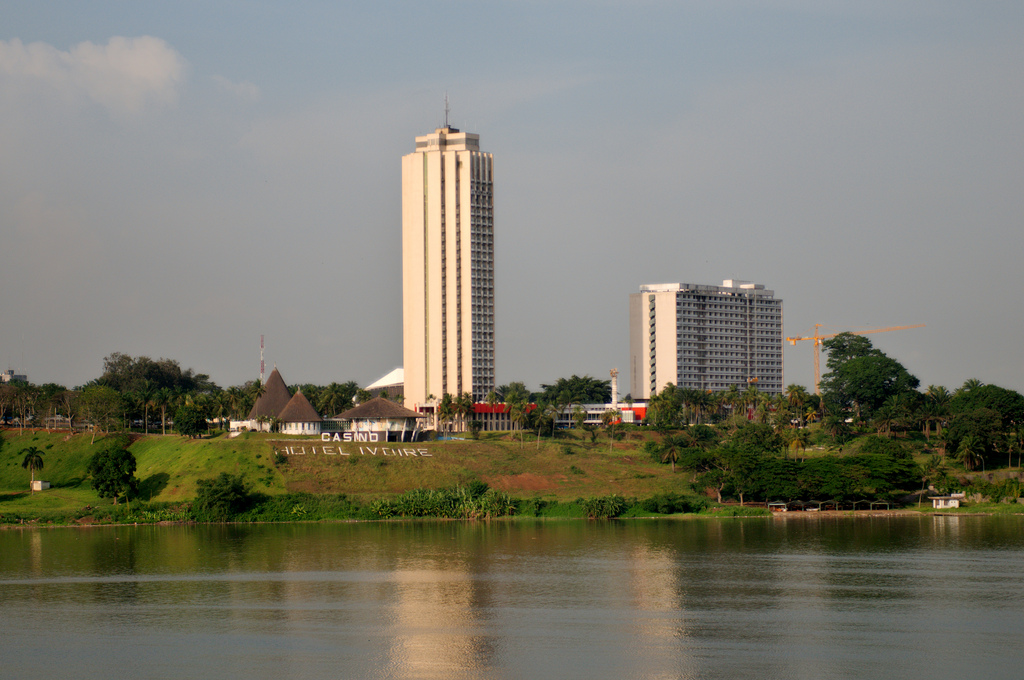
Le départ du rallye sera donné au pied de l'hôtel Ivoire d'Abidjan.

- Parcours divisé en quatre étapes, comprenant 58 secteurs de liaison, soient 62 contrôles horaires (C.H.)[2]

### Première étape
- Abidjan - Alépé - Ono - Abidjan, le 9 décembre
- distance : 248 km, 6 secteurs de liaison (7 contrôles horaires)

### Deuxième étape
- Abidjan - Abengourou - Abidjan - Bouaké - Yamoussoukro, du 10 au 11 décembre
- distance : 2 206 km, 26 secteurs de liaison (27 contrôles horaires)

### Troisième étape
- Yamoussoukro - Kahin - San-Pédro - Daloa - Yamoussoukro, du 12 au 13 décembre
- distance : 2 185 km, 15 secteurs de liaison (16 contrôles horaires)

### Quatrième étape
- Yamoussoukro - Maféré - Abidjan, le 14 décembre
- distance : 697 km, 11 secteurs de liaison (12 contrôles horaires)

## Les forces en présence
- Mercedes-Benz

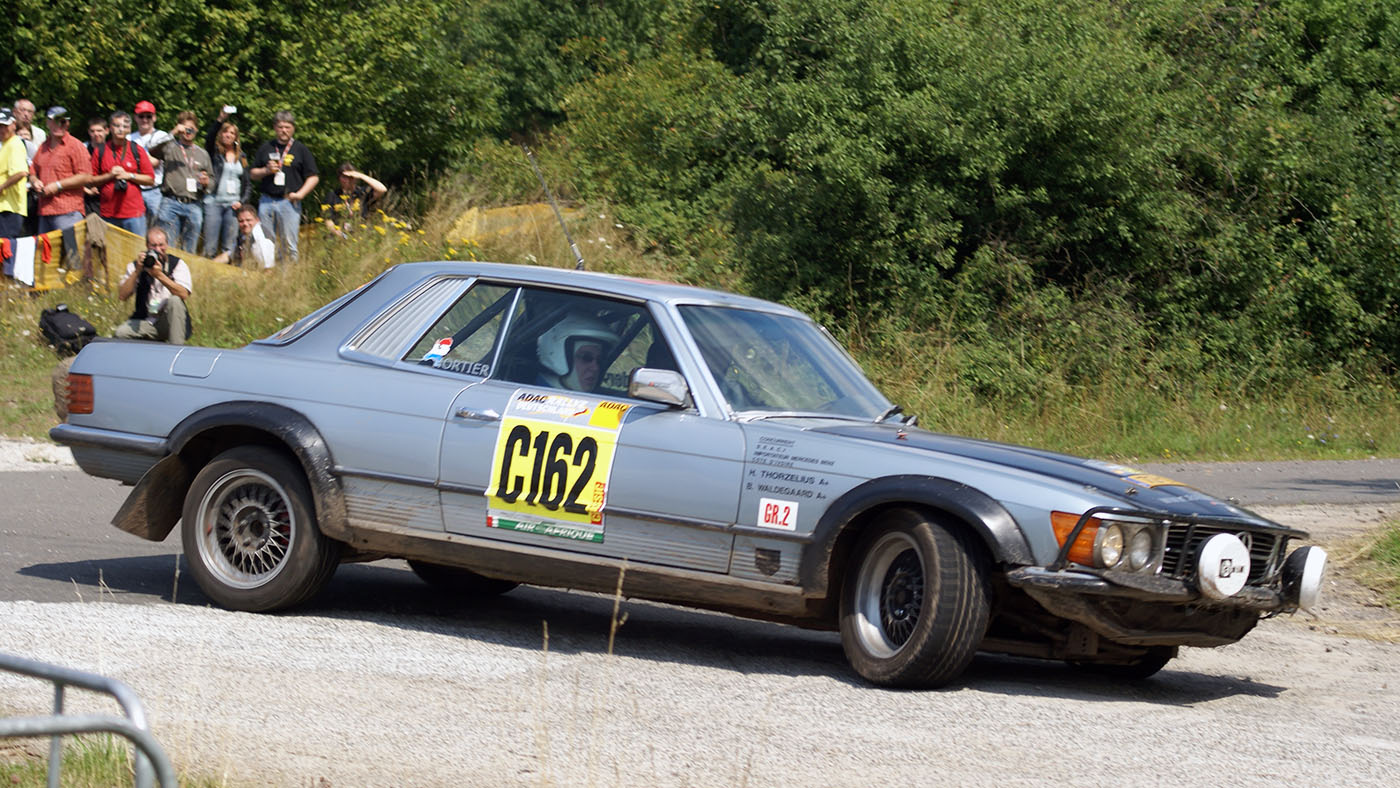
Un coupé Mercedes 500 SLC groupe 2 lors d'une manifestation historique.

Ayant effectué des reconnaissances intensives les semaines précédant la course, le constructeur allemand engage cinq coupés 500 SLC groupe 2, confiés à Hannu Mikkola (vainqueur ici même en 1979), Björn Waldegård, Andrew Cowan, Jorge Recalde et Vic Preston. Pesant 1350 kg, ces voitures sont équipées d'un moteur V8 de cinq litres de cylindrée développant 340 chevaux à 6500 tr/min, avec transmission automatique à quatre rapports. Elles utilisent généralement des pneus Dunlop, mais pourront être chaussées de pneus Pirelli à l'arrière sur les tronçons les plus longs.
- Peugeot

La marque française est officiellement présente avec trois coupés 504 V6 groupe 4, aux mains de Timo Mäkinen, Jean-Claude Lefebvre et Alain Ambrosino, ce dernier étant résident ivoirien. Leur moteur V6 de 2664 cm³ est alimenté par deux carburateurs triple-corps. Mäkinen et Lefebvre disposent des versions standard (230 chevaux à 7500 tr/min), tandis qu'Ambrosino utilise un moteur expérimental, poussé à 250 chevaux grâce à de nouveaux pistons et une modification des arbres à cames et de la carburation. D'un poids de 1230 kg, les coupés 504 utilisent des pneus Michelin TRX.
- Datsun

Le constructeur japonais mise sur la robustesse de ses berlines 160J groupe 2 pour reprendre à Ford la seconde place du championnat. Trois voitures ont été engagées pour Shekhar Mehta, Mike Kirkland, et Michel Mitri. Leur moteur deux litres ne délivre que 190 chevaux à 7400 tr/min mais grâce à un poids limité à 1050 kg elles s'avèrent beaucoup plus maniables que leurs concurrentes sur les pistes cassantes. Elles utilisent des pneus Dunlop.
- Toyota

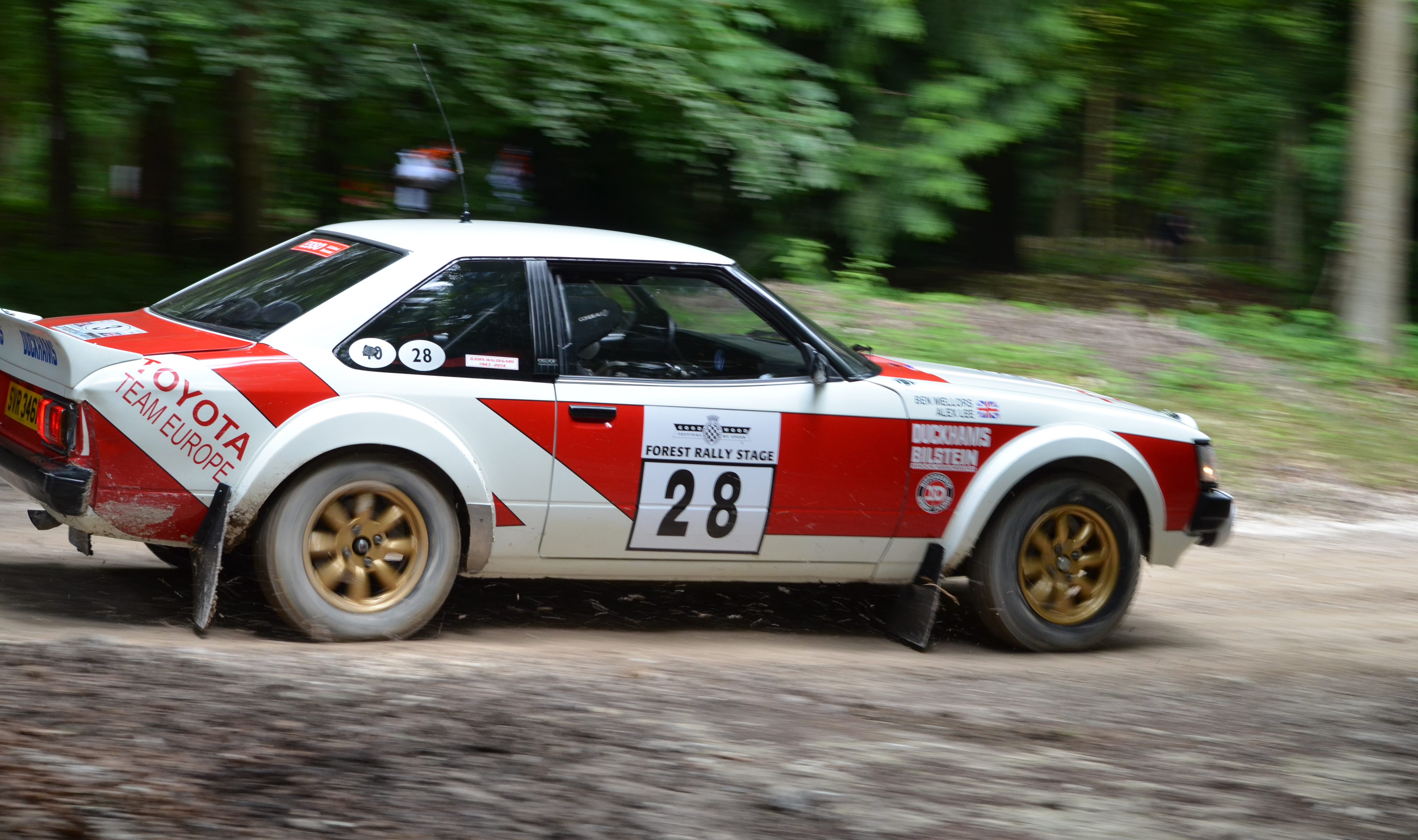
Un coupé Toyota Celica groupe 4 lors d'une course historique.

Trois coupés Celica GT groupe 4 ont été officiellement engagés pour Ove Andersson, Per Eklund et Samir Assef. Équipées de pneus Pirelli, les Celica disposent d'un moteur deux litres de 230 chevaux, pour un poids de l'ordre de 1200 kg.
- Fiat

Engagé à titre privé, Sandro Munari dispose toutefois de l'assistance bénévole de mécaniciens de l'usine. Il pilote la Fiat 131 Abarth groupe 4 utilisée par Markku Alén lors du Safari 1979, une voiture d'environ 1200 kg animée par un moteur quatre cylindres deux litres de 220 chevaux et chaussée de pneus Pirelli. L'objectif de Munari (qui n'a plus couru depuis un an et demi) est de terminer l'épreuve dans les trois premiers afin de faire partie des pilotes prioritaires de la FISA et bénéficier ainsi d'une bonne position au départ du prochain Safari, une course qui manque au palmarès du champion italien.

## Déroulement de la course

### Première étape
Les cinquante-deux équipages s’élancent d'Abidjan le mardi, en direction d'Alépé, sur des pistes ouvertes à la circulation locale. Le début de parcours ne présente absolument aucune difficulté et au premier pointage presque tous les concurrents ont respecté le temps imparti. Avec l’intensification du trafic routier, les conditions deviennent ensuite plus problématique et au moment d'embarquer sur le bac d'Alépé seuls six équipages ont maintenu la moyenne imposée : quatre des cinq coupés Mercedes (ceux de Björn Waldegård, Hannu Mikkola, Andrew Cowan et Vic Preston), ainsi que la Toyota Celica de Per Eklund et la Fiat de Sandro Munari. Ils comptent une minute d'avance sur le coupé 504 de Timo Mäkinen et deux sur la Toyota d'Ove Andersson, la Datsun de Shekhar Mehta et la 504 d'Alain Ambrosino. Alors qu'il roulait sur le rythme des meilleurs, Jean-Claude Lefebvre a été retardé par un problème mécanique : deux bougies ont cassé sur le moteur V6 de sa 504, et leur remplacement va coûter huit minutes de pénalisation au pilote français. Sur la cinquième Mercedes, Jorge Recalde a perdu plus de dix minutes à cause d’un câble d'accélérateur cassé. Après le franchissement du Comoé sur le bac, le secteur ralliant la rive gauche du fleuve à la ville d'Ono doit s'effectuer à près de 140 km/h de moyenne, ce qu'aucun équipage ne parviendra à réaliser. Sur ce tronçon de vingt-neuf kilomètres les moins pénalisés seront Eklund, Mikkola, Cowan et Waldegård, qui regagnent Abidjan ex-æquo en tête, avec seulement une minute d'avance sur Munari, Preston et Mäkinen. Juste derrière, Andersson et Mehta comptent trois minutes de retard. Si quarante équipages achèvent cette première étape, seuls trente-sept sont en mesure de reprendre la route le lendemain.
| Pos. | Pilote               | Copilote            | Voiture               | Groupe | Pénalisations | Écart    |
| ---- | -------------------- | ------------------- | --------------------- | ------ | ------------- | -------- |
| 1    | Per Eklund           | Hans Sylvan         | Toyota Celica 2000 GT | 4      | 4 min         |          |
| 1=   | Hannu Mikkola        | Arne Hertz          | Mercedes-Benz 500 SLC | 2      | 4 min         |          |
| 1=   | Andrew Cowan         | Klaus Kaiser        | Mercedes-Benz 500 SLC | 2      | 4 min         |          |
| 1=   | Björn Waldegård      | Hans Thorszelius    | Mercedes-Benz 500 SLC | 2      | 4 min         |          |
| 5    | Sandro Munari        | Jacques Jaubert     | Fiat 131 Abarth       | 4      | 5 min         | + 1 min  |
| 5=   | Vic Preston Jr       | Claes Billstam      | Mercedes-Benz 500 SLC | 2      | 5 min         | + 1 min  |
| 5=   | Timo Mäkinen         | Jean Todt           | Peugeot 504 V6 coupé  | 4      | 5 min         | + 1 min  |
| 8    | Ove Andersson        | Henry Liddon        | Toyota Celica 2000 GT | 4      | 7 min         | + 3 min  |
| 8=   | Shekhar Mehta        | Mike Doughty        | Datsun 160J PA10      | 2      | 7 min         | + 3 min  |
| 10   | Samir Assef          | Gilbert Fourcade    | Toyota Celica 2000 GT | 4      | 9 min         | + 5 min  |
| 10=  | Alain Ambrosino      | Jean-Robert Bureau  | Peugeot 504 V6 coupé  | 4      | 9 min         | + 5 min  |
| 12   | Mike Kirkland        | Yvonne Mehta        | Datsun 160J PA10      | 2      | 10 min        | + 6 min  |
| 13   | Michel Mitri         | Marcel Copetti      | Datsun 160J PA10      | 2      | 11 min        | + 7 min  |
| 14   | Jean-Claude Lefebvre | Christian Delferier | Peugeot 504 V6 coupé  | 4      | 13 min        | + 9 min  |
| 15   | Jorge Recalde        | Nestor Straimel     | Mercedes-Benz 500 SLC | 2      | 19 min        | + 15 min |

### Deuxième étape

#### Abidjan - Abengourou - Abidjan
Les trente-sept équipages restant en course repartent d'Abidjan le mercredi matin, à dix heures, sur des pistes légèrement boueuses, comportant des passages de gués. Les moyennes imposées sont élevées et Eklund perd rapidement du terrain sur les Mercedes. Au contrôle de Grand Aféry, Mikkola reste seul en tête devant Waldegård et Cowan. Ce dernier revient à la hauteur de son coéquipier finlandais à Abengourou mais dans le secteur suivant il se retrouve face à un bus dans un passage étroit ; ne pouvant l'éviter, il le heurte de son côté gauche, sort de la piste et achève sa course sur le toit, dans un fossé. L'équipage est indemne, mais l'abandon est inévitable. Mikkola ne compte alors qu'une minute d'avance sur Waldegård mais dans les tronçons suivants il hausse le rythme et se construit bientôt une marge plus confortable, concédant qu'un minimum de pénalisations dans les parties sinueuses du parcours. Mäkinen a également augmenté sa cadence ; à Maféré il pointe au troisième rang, à dix minutes de la Mercedes de tête mais peu après le moteur V6 serre, entraînant l'abandon de la plus rapide des Peugeot. Egalement malchanceux, Eklund a concédé près d'une heure et demie de pénalisation routière, après un blocage de boîte de vitesses sur sa Toyota, ayant nécessité une intervention sur place. Mikkola rentre à Abidjan avec cinq minutes d'avance sur Waldegård, maintenant suivi par Andersson qui a effectué une belle remontée, ayant successivement passé Preston, Munari et Mehta.
| Pos. | Pilote          | Copilote           | Voiture               | Groupe | Pénalisations | Écart    |
| ---- | --------------- | ------------------ | --------------------- | ------ | ------------- | -------- |
| 1    | Hannu Mikkola   | Arne Hertz         | Mercedes-Benz 500 SLC | 2      | 25 min        |          |
| 2    | Björn Waldegård | Hans Thorszelius   | Mercedes-Benz 500 SLC | 2      | 30 min        | + 5 min  |
| 3    | Ove Andersson   | Henry Liddon       | Toyota Celica 2000 GT | 4      | 39 min        | + 14 min |
| 4    | Shekhar Mehta   | Mike Doughty       | Datsun 160J PA10      | 2      | 42 min        | + 37 min |
| 5    | Sandro Munari   | Jacques Jaubert    | Fiat 131 Abarth       | 4      | 45 min        | + 20 min |
| 6    | Vic Preston Jr  | Claes Billstam     | Mercedes-Benz 500 SLC | 2      | 47 min        | + 22 min |
| 7    | Samir Assef     | Gilbert Fourcade   | Toyota Celica 2000 GT | 4      | 53 min        | + 28 min |
| 8    | Jorge Recalde   | Nestor Straimel    | Mercedes-Benz 500 SLC | 2      | 55 min        | + 30 min |
| 9    | Alain Ambrosino | Jean-Robert Bureau | Peugeot 504 V6 coupé  | 4      | 1 h 06 min    | + 41 min |
| 10   | Michel Mitri    | Marcel Copetti     | Datsun 160J PA10      | 2      | 1 h 11 min    | + 46 min |

#### Abidjan - Bouaké
Après une courte pause à Abidjan, les équipages repartent en direction du nord-est, vers Bouaké. Les temps impartis sont pratiquement impossibles à respecter sur ce parcours difficile, où Mikkola et Waldegård vont faire jeu égal, l'écart entre les deux Mercedes de tête se stabilisant à cinq minutes. Derrière, Andersson attaque et réduit progressivement son retard, mais les suspensions de la Toyota ne vont pas résister à la cadence imposée par le pilote suédois : peu avant Dimbokro, la voiture s'affaisse complètement et près de deux heures vont être nécessaires à l'assistance Toyota pour la remettre en état. Très régulier depuis le départ, Mehta accède à la troisième place, devant Recalde, bien revenu, alors que Munari a perdu du temps après avoir reçu une pierre dans son pare-brise.
| Pos. | Pilote          | Copilote           | Voiture               | Groupe | Pénalisations | Écart    |
| ---- | --------------- | ------------------ | --------------------- | ------ | ------------- | -------- |
| 1    | Hannu Mikkola   | Arne Hertz         | Mercedes-Benz 500 SLC | 2      | 48 min        |          |
| 2    | Björn Waldegård | Hans Thorszelius   | Mercedes-Benz 500 SLC | 2      | 53 min        | + 5 min  |
| 3    | Shekhar Mehta   | Mike Doughty       | Datsun 160J PA10      | 2      | 1 h 29 min    | + 41 min |
| 4    | Jorge Recalde   | Nestor Straimel    | Mercedes-Benz 500 SLC | 2      | 1 h 39 min    | + 51 min |
| 5    | Sandro Munari   | Jacques Jaubert    | Fiat 131 Abarth       | 4      | 1 h 47 min    | + 59 min |
| 6    | Alain Ambrosino | Jean-Robert Bureau | Peugeot 504 V6 coupé  | 4      |               |          |
| 7    | Samir Assef     | Gilbert Fourcade   | Toyota Celica 2000 GT | 4      |               |          |
| 8    | Ove Andersson   | Henry Liddon       | Toyota Celica 2000 GT | 4      |               |          |

#### Bouaké - Yamoussoukro
La piste entre Bouaké et Yamoussoukro ne présente aucune difficulté, les temps impartis pouvant aisément être respectés. Waldegård va cependant perdre vingt-deux minutes à cause d'une bavette anti-poussière qui s'est enroulée autour d'un arbre de roue arrière et d'un étrier de frein, nécessitant une intervention des mécaniciens de l'équipe. Munari a quant à lui été légèrement retardé par une collision avec deux moutons, alors qu'Andersson a encore perdu plus d'une heure pour la remise en état complète des suspensions de sa Toyota. À l'arrivée de l'étape, Mikkola possède désormais près d'une demi-heure d'avance sur son coéquipier Waldegård, tandis que derrière Mehta et Recalde, qui ont distancé Munari, se disputent la troisième place. Vingt équipages ont renoncé au cours de ces deux jours, il ne reste plus que dix-sept voitures en course.
| Pos. | Pilote                | Copilote            | Voiture               | Groupe | Pénalisations | Écart        |
| ---- | --------------------- | ------------------- | --------------------- | ------ | ------------- | ------------ |
| 1    | Hannu Mikkola         | Arne Hertz          | Mercedes-Benz 500 SLC | 2      | 48 min        |              |
| 2    | Björn Waldegård       | Hans Thorszelius    | Mercedes-Benz 500 SLC | 2      | 1 h 15 min    | + 27 min     |
| 3    | Shekhar Mehta         | Mike Doughty        | Datsun 160J PA10      | 2      | 1 h 29 min    | + 41 min     |
| 4    | Jorge Recalde         | Nestor Straimel     | Mercedes-Benz 500 SLC | 2      | 1 h 39 min    | + 51 min     |
| 5    | Sandro Munari         | Jacques Jaubert     | Fiat 131 Abarth       | 4      | 1 h 55 min    | + 1 h 07 min |
| 6    | Alain Ambrosino       | Jean-Robert Bureau  | Peugeot 504 V6 coupé  | 4      | 2 h 14 min    | + 1 h 26 min |
| 7    | Samir Assef           | Gilbert Fourcade    | Toyota Celica 2000 GT | 4      | 2 h 42 min    | + 1 h 54 min |
| 8    | Michel Mitri          | Marcel Copetti      | Datsun 160J PA10      | 2      | 3 h 22 min    | + 2 h 34 min |
| 9    | Vic Preston Jr        | Claes Billstam      | Mercedes-Benz 500 SLC | 2      | 3 h 47 min    | + 2 h 59 min |
| 10   | Ove Andersson         | Henry Liddon        | Toyota Celica 2000 GT | 4      | 4 h 14 min    | + 3 h 26 min |
| 11   | Per Eklund            | Hans Sylvan         | Toyota Celica 2000 GT | 4      | 4 h 51 min    | + 4 h 03 min |
| 12   | Jean-Claude Lefebvre  | Christian Delferier | Peugeot 504 V6 coupé  | 4      | 5 h 43 min    | + 4 h 55 min |
| 13   | Jean-François Vincens | Solange Vincens     | Mitsubishi Lancer     | 2      | 5 h 49 min    | + 5 h 01 min |
| 14   | Adolphe Choteau       | René Heitzler       | Mitsubishi Lancer     | 2      | 7 h 06 min    | + 6 h 18 min |
| 15   | Naguib Saad           | François Dromard    | Datsun 160J           | 2      | 7 h 52 min    | + 7 h 04 min |

### Troisième étape

#### Yamoussoukro - Daloa
Les équipages repartent de Yamoussoukro le vendredi midi, en direction de Kahin, à l'ouest du pays. Déjà très retardé, Andersson perd à nouveau près d'une heure à cause de problèmes d'allumage, avant d'abandonner, boulons de volant-moteur cassés. Munari perd également beaucoup de temps, devant faire remplacer tout d'abord des amortisseurs défectueux, puis un arbre de roue. Il perd de nombreuses places. Mikkola continue à contrôler la course devant Waldegård, Mehta et Recalde, lorsqu'une violente tempête éclate à deux-cents kilomètres au nord de San-Pédro. Les quatre voitures de tête passent sans encombre, mais les suivantes sont bloquées par des arbres qui s'abattent sur la piste. Preston, Ambrosino, Assef, Eklund et Lefebvre vont perdre de nombreuses minutes, les équipages devant tailler un passage au couteau ! Cet incident va permettre à Munari de rattraper une partie de son retard sur les voitures qui le précèdent au classement. Malgré les conditions climatiques, Waldegård a effectué cette partie du parcours dans les délais, contrairement à son coéquipier Mikkola qui arrive au contrôle horaire de San-Pédro avec un retard de dix minutes sur son horaire, privé de freins arrière et avec un pont endommagé : une plaque métallique de protection, à l'intérieur de la jante, s'est pliée et a endommagé les mâchoires de freins et l'arbre de roue. Le pont arrière est remplacé mais, faute de pièces de rechange, l'équipage repart privé de freins arrière. Dans ces conditions, Mikkola va sortir de la piste quelques kilomètres plus loin, endommageant son train avant et cassant deux roues. Il fait alors demi-tour pour revenir à San-Pédro, où les mécaniciens ne peuvent que remplacer les roues. La course est perdue pour la Mercedes numéro 4, qui peut néanmoins regagner Soubré puis Yamoussoukro à faible vitesse par les routes goudronnées, et non pas par l'itinéraire du rallye. Mais peu avant Soubré l'équipage est intercepté par un contrôle volant ; la voiture n'ayant pas encore officiellement été retirée de la course, Mikkola est tout d'abord accusé de tricherie, mais il se déclare à ce moment hors-course. Cet incident va créer une polémique, les concurrents de l'équipe Mercedes accusant alors le constructeur allemand d'avoir tenté de tricher.
Le retrait de Mikkola donne la première place à son coéquipier Waldegård, qui compte alors un bon quart d'heure d'avance sur Mehta et plus d'une heure sur Recalde. C'est dans cet ordre que les concurrents rallient Daloa, où quelques instants de repos sont prévus. Derrière les trois premiers, Ambrosino accuse un retard de plus de deux heures et demie ; il ne possède que quelques minutes d'avance sur Assef, Munari et Preston.
| Pos. | Pilote          | Copilote           | Voiture               | Groupe | Pénalisations | Écart        |
| ---- | --------------- | ------------------ | --------------------- | ------ | ------------- | ------------ |
| 1    | Björn Waldegård | Hans Thorszelius   | Mercedes-Benz 500 SLC | 2      | 1 h 19 min    |              |
| 2    | Shekhar Mehta   | Mike Doughty       | Datsun 160J PA10      | 2      | 1 h 37 min    | + 18 min     |
| 3    | Jorge Recalde   | Nestor Straimel    | Mercedes-Benz 500 SLC | 2      | 2 h 27 min    | + 1 h 08 min |
| 4    | Alain Ambrosino | Jean-Robert Bureau | Peugeot 504 V6 coupé  | 4      | 3 h 56 min    | + 2 h 37 min |
| 5    | Samir Assef     | Gilbert Fourcade   | Toyota Celica 2000 GT | 4      |               |              |
| 6    | Sandro Munari   | Jacques Jaubert    | Fiat 131 Abarth       | 4      |               |              |
| 7    | Vic Preston Jr  | Claes Billstam     | Mercedes-Benz 500 SLC | 2      |               |              |
| 8    | Per Eklund      | Hans Sylvan        | Toyota Celica 2000 GT | 4      |               |              |

#### Daloa - Yamoussoukro
Ne comptant que dix-huit minutes de retard sur la Mercedes de Waldegård au départ de Daloa, Mehta hausse le rythme mais, peu avant Vavoua, un cycliste roulant au milieu de la piste l'oblige à faire un écart ; la Datsun heurte alors une souche qui endommage fortement le train avant. L'abandon est inévitable. Avec une très confortable avance sur Recalde, Waldegård peut désormais contrôler la course. Malgré quelques minutes perdues à cause d'un problème de démarreur, il achève la troisième étape avec plus d'une heure d'avance sur son coéquipier argentin et plus de deux et demie sur Ambrosino, toujours suivi de près par Assef, Munari et Preston. Il ne retste plus que onze voitures en course.
| Pos. | Pilote                | Copilote            | Voiture               | Groupe | Pénalisations | Écart         |
| ---- | --------------------- | ------------------- | --------------------- | ------ | ------------- | ------------- |
| 1    | Björn Waldegård       | Hans Thorszelius    | Mercedes-Benz 500 SLC | 2      | 1 h 38 min    |               |
| 2    | Jorge Recalde         | Nestor Straimel     | Mercedes-Benz 500 SLC | 2      | 2 h 45 min    | + 1 h 07 min  |
| 3    | Alain Ambrosino       | Jean-Robert Bureau  | Peugeot 504 V6 coupé  | 4      | 4 h 20 min    | + 2 h 42 min  |
| 4    | Samir Assef           | Gilbert Fourcade    | Toyota Celica 2000 GT | 4      | 4 h 42 min    | + 3 h 04 min  |
| 5    | Sandro Munari         | Jacques Jaubert     | Fiat 131 Abarth       | 4      | 4 h 56 min    | + 3 h 18 min  |
| 6    | Vic Preston Jr        | Claes Billstam      | Mercedes-Benz 500 SLC | 2      | 5 h 00 min    | + 3 h 22 min  |
| 7    | Per Eklund            | Hans Sylvan         | Toyota Celica 2000 GT | 4      | 6 h 31 min    | + 4 h 53 min  |
| 8    | Jean-Claude Lefebvre  | Christian Delferier | Peugeot 504 V6 coupé  | 4      | 7 h 27 min    | + 5 h 49 min  |
| 9    | Jean-François Vincens | Solange Vincens     | Mitsubishi Lancer     | 2      | 10 h 01 min   | + 8 h 23 min  |
| 10   | Naguib Saad           | François Dromard    | Datsun 160J           | 2      | 13 h 24 min   | + 11 h 46 min |
| 11   | Pierre-Louis Moreau   | Félix Giallolacci   | Peugeot 504 V6 coupé  | 4      | 15 h 35 min   | + 12 h 57 min |

### Quatrième étape
La journée du dimanche, qui ramène les onze rescapés à Abidjan, va se dérouler sans incident notable. Sa confortable avance permet à Waldegård de gérer sa course sans prise de risque, Recalde pouvant de même contrôler son écart sur Ambrosino. Seul Munari va connaître quelques soucis sur les pistes menant vers la capitale, de nouveaux problèmes d'amortisseurs le privant de toute chance de décrocher une troisième place encore possible. Le champion italien perd même une place au profit de Preston, le plus rapide sur cette dernière étape, qui va finalement manquer la quatrième place de seulement cinq minutes face à la Toyota d'Assef. Déjà victorieux l'année précédente avec Mikkola, Mercedes remporte à nouveau le rallye Bandama, le constructeur allemand s'octroyant les deux premières places, Waldegård terminant à la première place devant Recalde. Troisième sur son coupé Peugeot 504, Ambrosino s'impose en groupe 4.

### Classement général

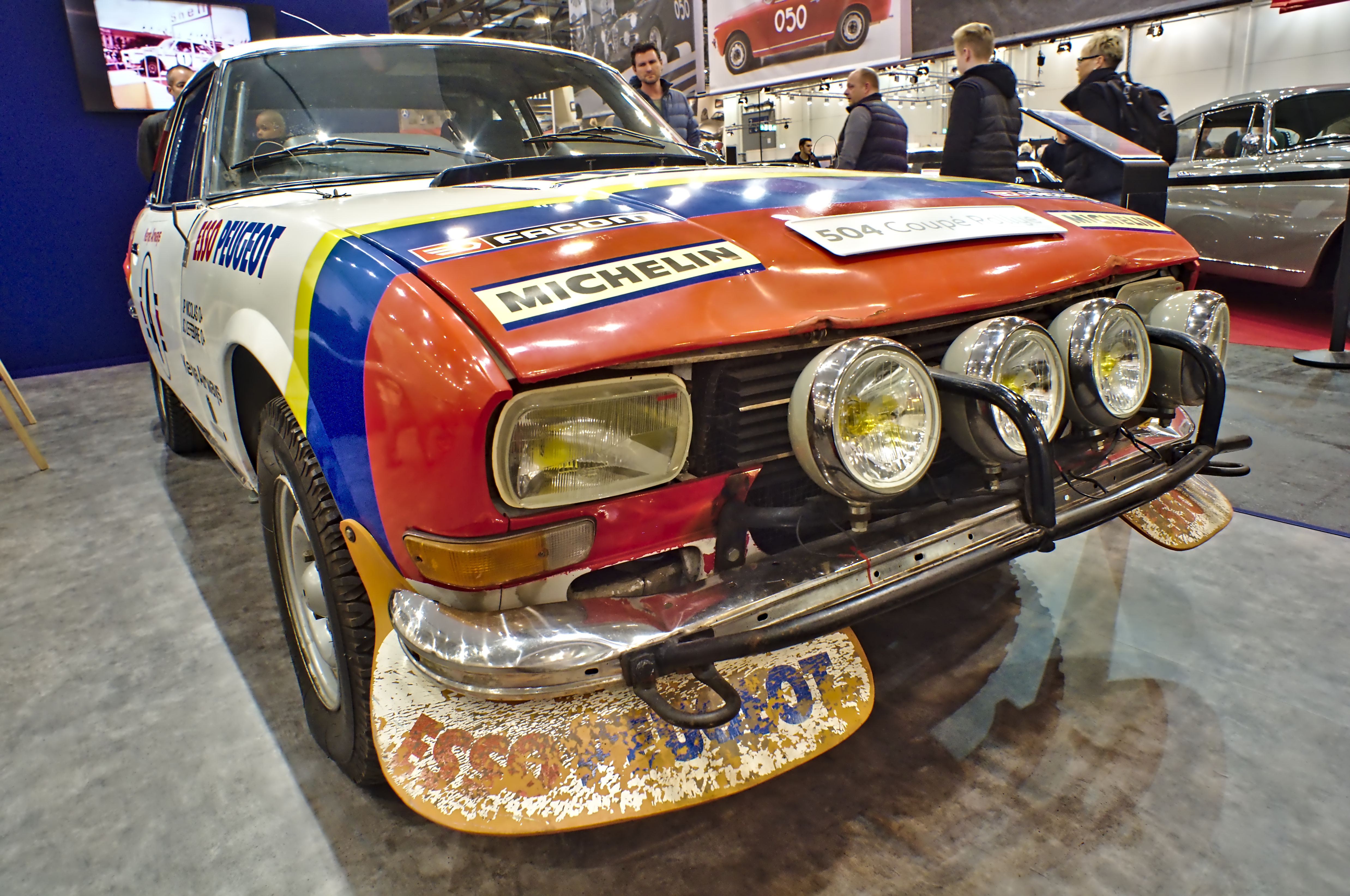
Le coupé Peugeot 504 V6, troisième aux mains d'Ambrosino derrière les inaccessibles Mercedes.

| Pos | No | Pilote                | Copilote            | Voiture               | Pénalisations | Écart         | Groupe |
| --- | -- | --------------------- | ------------------- | --------------------- | ------------- | ------------- | ------ |
| 1   | 8  | Björn Waldegård       | Hans Thorszelius    | Mercedes-Benz 500 SLC | 2 h 36 min    |               | 2      |
| 2   | 15 | Jorge Recalde         | Nestor Straimel     | Mercedes-Benz 500 SLC | 3 h 47 min    | + 1 h 11 min  | 2      |
| 3   | 12 | Alain Ambrosino       | Jean-Robert Bureau  | Peugeot 504 V6 coupé  | 5 h 17 min    | + 2 h 41 min  | 4      |
| 4   | 9  | Samir Assef           | Gilbert Fourcade    | Toyota Celica 2000 GT | 5 h 38 min    | + 3 h 02 min  | 4      |
| 5   | 6  | Vic Preston Jr        | Claes Billstam      | Mercedes-Benz 500 SLC | 5 h 43 min    | + 3 h 07 min  | 2      |
| 6   | 2  | Sandro Munari         | Jacques Jaubert     | Fiat 131 Abarth       | 6 h 16 min    | + 3 h 40 min  | 4      |
| 7   | 10 | Per Eklund            | Hans Sylvan         | Toyota Celica 2000 GT | 7 h 55 min    | + 5 h 19 min  | 4      |
| 8   | 11 | Jean-Claude Lefebvre  | Christian Delferier | Peugeot 504 V6 coupé  | 8 h 25 min    | + 5 h 49 min  | 4      |
| 9   | 18 | Jean-François Vincens | Solange Vincens     | Mitsubishi Lancer     | 12 h 59 min   | + 10 h 23 min | 2      |
| 10  | 50 | Naguib Saad           | François Dromard    | Datsun 160J           | 14 h 46 min   | + 12 h 10 min | 2      |

### Hommes de tête
- jusqu'au C.H. n°2, la plupart des équipages à égalité, sans pénalité routière
- du C.H. n°3 au C.H. n°4, 6 équipages en tête :

.  Sandro Munari -  Jacques Jaubert (Fiat 131 Abarth)

.  Hannu Mikkola -  Arne Hertz (Mercedes-Benz 500 SLC)

.  Vic Preston Jr -  Claes Billstam (Mercedes-Benz 500 SLC)

.  Andrew Cowan -  Klaus Kaiser (Mercedes-Benz 500 SLC)

.  Björn Waldegård -  Hans Thorszelius (Mercedes-Benz 500 SLC)

.  Per Eklund-  Hans Sylvan (Toyota Celica 2000 GT)
- du C.H. n°5 au C.H. n°9, 4 équipages en tête :

.  Hannu Mikkola -  Arne Hertz (Mercedes-Benz 500 SLC)

.  Andrew Cowan -  Klaus Kaiser (Mercedes-Benz 500 SLC)

.  Björn Waldegård -  Hans Thorszelius (Mercedes-Benz 500 SLC)

.  Per Eklund-  Hans Sylvan (Toyota Celica 2000 GT)
- au C.H. n°10, 3 équipages en tête :

.  Hannu Mikkola -  Arne Hertz (Mercedes-Benz 500 SLC)

.  Andrew Cowan -  Klaus Kaiser (Mercedes-Benz 500 SLC)

.  Björn Waldegård -  Hans Thorszelius (Mercedes-Benz 500 SLC)

- du C.H. n°11 au C.H. n°12 :  Hannu Mikkola -  Arne Hertz (Mercedes-Benz 500 SLC)
- au C.H. n°13, 2 équipages en tête :

.  Hannu Mikkola -  Arne Hertz (Mercedes-Benz 500 SLC)

.  Andrew Cowan -  Klaus Kaiser (Mercedes-Benz 500 SLC)
- du C.H. n°14 au C.H. n°41 :  Hannu Mikkola -  Arne Hertz (Mercedes-Benz 500 SLC)
- du C.H. n°42 au C.H. n°62 :  Björn Waldegård -  Hans Thorszelius (Mercedes-Benz 500 SLC)

## Résultats des principaux engagés
| No | Pilote                | Copilote            | Voiture               | Groupe | Classement général                       | Class. groupe |
| -- | --------------------- | ------------------- | --------------------- | ------ | ---------------------------------------- | ------------- |
| 1  | Ove Andersson         | Henry Liddon        | Toyota Celica 2000 GT | 4      | ab. dans la 3e étape (volant moteur)     | -             |
| 2  | Sandro Munari         | Jacques Jaubert     | Fiat 131 Abarth       | 4      | 6e à 3 h 40 min                          | 3e            |
| 3  | Shekhar Mehta         | Mike Doughty        | Datsun 160J PA10      | 2      | ab. dans la 3e étape (accident)          | -             |
| 4  | Hannu Mikkola         | Arne Hertz          | Mercedes-Benz 500 SLC | 2      | ab. dans la 3e étape (hors course)       | -             |
| 5  | Pierre-Louis Moreau   | Félix Giallolacci   | Peugeot 504 V6 coupé  | 4      | 11e à 15 h 15 min                        | 6e            |
| 6  | Vic Preston Jr        | Claes Billstam      | Mercedes-Benz 500 SLC | 2      | 5e à 3 h 07 min                          | 3e            |
| 7  | Andrew Cowan          | Klaus Kaiser        | Mercedes-Benz 500 SLC | 2      | ab. dans la 2e étape (accident)          | -             |
| 8  | Björn Waldegård       | Hans Thorszelius    | Mercedes-Benz 500 SLC | 2      | 1er                                      | 1er           |
| 9  | Samir Assef           | Gilbert Fourcade    | Toyota Celica 2000 GT | 4      | 4e à 3 h 02 min                          | 2e            |
| 10 | Per Eklund            | Hans Sylvan         | Toyota Celica 2000 GT | 4      | 7e à 5 h 19 min                          | 4e            |
| 11 | Jean-Claude Lefebvre  | Christian Delferier | Peugeot 504 V6 coupé  | 4      | 8e à 5 h 49 min                          | 5e            |
| 12 | Alain Ambrosino       | Jean-Robert Bureau  | Peugeot 504 V6 coupé  | 4      | 3e à 2 h 41 min                          | 1er           |
| 14 | Timo Mäkinen          | Jean Todt           | Peugeot 504 V6 coupé  | 4      | ab. dans la 2e étape (serrage moteur)    | -             |
| 15 | Jorge Recalde         | Nestor Straimel     | Mercedes-Benz 500 SLC | 2      | 2e à 1 h 11 min                          | 2e            |
| 16 | Michel Mitri          | Marcel Copetti      | Datsun 160J PA10      | 2      | ab. dans la 3e étape (boîte de vitesses) | -             |
| 17 | Mike Kirkland         | Yvonne Mehta        | Datsun 160J PA10      | 2      | ab. dans la 2e étape (court-circuit)     | -             |
| 18 | Jean-François Vincens | Solange Vincens     | Mitsubishi Lancer     | 2      | 9e à 10 h 23 min                         | 4e            |
| 19 | Adolphe Choteau       | René Heitzler       | Mitsubishi Lancer     | 2      | ab. dans la 3e étape (accident)          | -             |
| 50 | Naguib Saad           | François Dromard    | Datsun 160J           | 2      | 10e à 12 h 10 min                        | 5e            |

## Classements finaux des championnats du monde

### Constructeurs
- attribution des points : 10, 9, 8, 7, 6, 5, 4, 3, 2, 1 respectivement aux dix premières marques de chaque épreuve, additionnés de 8, 7, 6, 5, 4, 3, 2, 1 respectivement aux huit premières de chaque groupe (seule la voiture la mieux classée de chaque constructeur marque des points). Les points de groupe ne sont attribués qu'aux concurrents ayant terminé dans les dix premiers au classement général.
- seuls les sept meilleurs résultats (sur dix épreuves) sont retenus pour le décompte final des points. Fiat doit donc décompter les onze points acquis en Côte d'Ivoire.

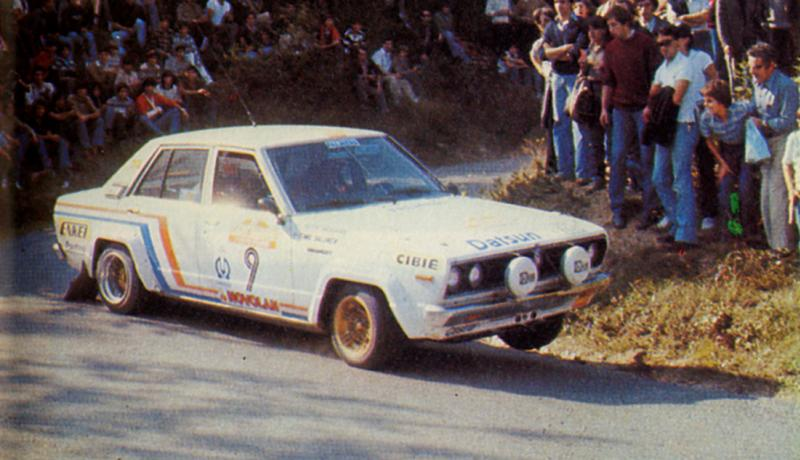
Malgré une fin de saison décevante, Datsun termine à la seconde place du championnat.

| Pos. | Marque        | Points    | M-C  | POR  | SAF  | ACR  | ARG  | NZL  | SAN  | COR  | RAC  | BAN   |
| ---- | ------------- | --------- | ---- | ---- | ---- | ---- | ---- | ---- | ---- | ---- | ---- | ----- |
| 1    | Fiat          | 120 (131) | 10+8 | 10+8 | -    | 8+7  | 10+8 | 9+8  | 10+8 | 9+7  | -    | (5+6) |
| 2    | Datsun        | 93        | -    | -    | 10+8 | 9+8  | 7+7  | 10+8 | -    | 5+8  | 3+5  | 1+4   |
| 3    | Ford          | 90        | 2+6  | 4+8  | -    | 10+8 | 5+6  | 4+4  | 9+7  | -    | 9+8  | -     |
| 4    | Mercedes-Benz | 79        | -    | 7+6  | 8+8  | -    | 9+8  | 8+7  | -    | -    | -    | 10+8  |
| 5    | Opel          | 71        | 7+5  | -    | 6+7  | 7+6  | -    | -    | 3+7  | 2+8  | 6+7  | -     |
| 6    | Talbot        | 49        | -    | 8+8  | -    | -    | -    | -    | 7+8  | -    | 10+8 | -     |
| 7    | Toyota        | 32        | -    | 5+4  | -    | 5+4  | -    | -    | -    | -    | -    | 7+7   |
| 8    | Peugeot       | 30        | -    | -    | -    | 1+1  | 6+6  | -    | -    | -    | -    | 8+8   |
| 9    | Porsche       | 28        | 2+8  | -    | -    | -    | -    | -    | -    | 10+8 | -    | -     |
| 10   | Lancia        | 20        | 9+7  | -    | -    | 2+2  | -    | -    | -    | -    | -    | -     |
| 11   | Vauxhall      | 16        | -    | -    | -    | -    | -    | 5+7  | -    | -    | 1+3  | -     |
| 12   | Volkswagen    | 14        | 6+8  | -    | -    | -    | -    | -    | -    | -    | -    | -     |
| 12=  | Mitsubishi    | 14        | -    | -    | -    | -    | -    | 1+6  | -    | -    | -    | 2+5   |
| 14   | Renault       | 12        | -    | -    | -    | -    | -    | -    | -    | 7+5  | -    | -     |
| 15   | Triumph       | 9         | -    | -    | -    | -    | -    | -    | -    | -    | 4+5  | -     |
| 16   | FSO           | 2         | -    | 1+1  | -    | -    | -    | -    | -    | -    | -    | -     |

### Pilotes
- attribution des points : 20, 15, 12, 10, 8, 6, 4, 3, 2, 1 respectivement aux dix premiers de chaque épreuve.
- seuls les sept meilleurs résultats (sur douze épreuves) sont retenus pour le décompte final des points.

| Pos. | Pilote               | Marque                                 | Points | M-C | SUE | POR | SAF | ACR | ARG | FIN | NZL | SAN | COR | RAC | BAN |
| ---- | -------------------- | -------------------------------------- | ------ | --- | --- | --- | --- | --- | --- | --- | --- | --- | --- | --- | --- |
| 1    | Walter Röhrl         | Fiat                                   | 118    | 20  | -   | 20  | -   | 8   | 20  | -   | 15  | 20  | 15  | -   | -   |
| 2    | Hannu Mikkola        | Ford, Mercedes-Benz¹                   | 64     | -   | 10  | -   | -   | -   | 15¹ | -   | 12¹ | 12  | -   | 15  | -   |
| 3    | Björn Waldegård      | Fiat, Mercedes-Benz¹                   | 63     | 12  | 12  | 10¹ | 1¹  | -   | -   | -   | 8¹  | -   | -   | -   | 20¹ |
| 4    | Ari Vatanen          | Ford                                   | 50     | -   | -   | -   | -   | 20  | -   | 15  | -   | 15  | -   | -   | -   |
| 5    | Anders Kulläng       | Opel                                   | 48     | 10  | 20  | -   | -   | 10  | -   | -   | -   | -   | -   | 8   | -   |
| 6    | Markku Alén          | Fiat                                   | 47     | -   | -   | 15  | -   | 12  | -   | 20  | -   | -   | -   | -   | -   |
| 7    | Timo Salonen         | Datsun                                 | 45     | -   | 4   | -   | -   | 15  | -   | 6   | 20  | -   | -   | -   | -   |
| 8    | Guy Fréquelin        | Talbot                                 | 34     | -   | -   | 12  | -   | -   | -   | -   | -   | 10  | -   | 12  | -   |
| 9    | Shekhar Mehta        | Datsun                                 | 30     | -   | -   | -   | 20  | -   | 10  | -   | -   | -   | -   | -   | -   |
| 10   | Henri Toivonen       | Talbot                                 | 28     | -   | -   | -   | -   | -   | -   | -   | -   | 8   | -   | 20  | -   |
| 11   | Per Eklund           | Volkswagen, Datsun¹, Triumph², Toyota³ | 27     | 8   | 3¹  | -   | -   | -   | -   | 12² | -   | -   | -   | -   | 4³  |
| 12   | Jean-Luc Thérier     | Porsche                                | 20     | -   | -   | -   | -   | -   | -   | -   | -   | -   | 20  | -   | -   |
| 12=  | Vic Preston Jr       | Mercedes-Benz                          | 20     | -   | -   | -   | 12  | -   | -   | -   | -   | -   | -   | -   | 8   |
| 14   | Jorge Recalde        | Ford, Mercedes-Benz¹                   | 18     | -   | -   | 3   | -   | -   | -   | -   | -   | -   | -   | -   | 15¹ |
| 14=  | Björn Johansson      | Opel                                   | 18     | -   | 8   | -   | -   | -   | -   | 10  | -   | -   | -   | -   | -   |
| 16   | Bernard Darniche     | Lancia                                 | 15     | 15  | -   | -   | -   | -   | -   | -   | -   | -   | -   | -   | -   |
| 16=  | Stig Blomqvist       | Saab                                   | 15     | -   | 15  | -   | -   | -   | -   | -   | -   | -   | -   | -   |     |
| 16=  | Rauno Aaltonen       | Datsun                                 | 15     | -   | -   | -   | 15  | -   | -   | -   | -   | -   | -   | -   |     |
| 16=  | Attilio Bettega      | Fiat                                   | 15     | 6   | -   | -   | -   | 3   | -   | -   | -   | 6   | -   | -   |     |
| 20   | Alain Coppier        | Porsche                                | 14     | 2   | -   | -   | -   | -   | -   | -   | -   | -   | 12  | -   | -   |
| 21   | Carlos Reutemann     | Fiat                                   | 12     | -   | -   | -   | -   | -   | 12  | -   | -   | -   | -   | -   | -   |
| 21=  | Alain Ambrosino      | Peugeot                                | 12     | -   | -   | -   | -   | -   | -   | -   | -   | -   | -   | -   | 12  |
| 21=  | Michèle Mouton       | Fiat                                   | 12     | 4   | -   | -   | -   | -   | -   | -   | -   | -   | 8   | -   | -   |
| 21=  | Ove Andersson        | Toyota                                 | 12     | -   | -   | 6   | -   | 6   | -   | -   | -   | -   | -   | -   | -   |
| 25   | Jean-Claude Lefebvre | Peugeot                                | 11     | -   | -   | -   | -   | -   | 8   | -   | -   | -   | -   | -   | 3   |